# جاش هارتنت
جاشوا دنیل هارتنت (به انگلیسی: Joshua Daniel Hartnett) (زادهٔ ۲۱ ژوئیه ۱۹۷۸) بازیگر و تهیه‌کننده آمریکایی است.
جاش هارتنت در سال ۱۹۹۷ با بازی در سریال‌های تلویزیونی کار خود را آغاز کرد. او در سال ۲۰۰۱ با بازی در فیلم سقوط شاهین سیاه ساخته ریدلی اسکات به شهرت رسید. از فیلم‌های دیگری که وی در آن نقش داشته‌است می‌توان به پرل هاربر، شهر گناه، کوکب سیاه، ۳۰ روز شب و ایفای نقش ایتن چندلر در مجموعه تلویزیونی داستان عامه‌پسند اشاره کرد.

## فیلم‌شناسی
فهرست تعدادی از فیلم‌هایی که جاش هارتنت در آن‌ها به ایفای نقش پرداخته‌است:
| نام فیلم                 | سال       | نقش                 |
| ------------------------ | --------- | ------------------- |
| هالووین اچ۲۰: ۲۰ سال بعد | ۱۹۹۸      |                     |
| کادر آموزشی              | ۱۹۹۸      | زیک تایلر           |
| خودکشی باکره‌ها           | ۱۹۹۹      | تریپ فانتن          |
| پرل هاربر                | ۲۰۰۱      | دنی واکر            |
| سقوط شاهین سیاه          | ۲۰۰۱      | گروهبان مت اورسمن   |
| مو خشک‌کن                 | ۲۰۰۱      |                     |
| شهر و کشور               | ۲۰۰۱      |                     |
| ۴۰ روز و ۴۰ شب           | ۲۰۰۲      |                     |
| سرباز مسافر (نماهنگ)     | ۲۰۰۲      |                     |
| جنایت در هالیوود         | ۲۰۰۳      |                     |
| ویکر پارک                | ۲۰۰۴      |                     |
| داستان روح‌های ازدست‌رفته  | ۲۰۰۵      |                     |
| شهر گناه                 | ۲۰۰۵      | فروشنده             |
| شماره شانس اسلوین        | ۲۰۰۶      | اسلوین کلورا        |
| کوکب سیاه                | ۲۰۰۶      | دوایت "باکی" بلیکرت |
| احیای قهرمان             | ۲۰۰۷      | اریک کرنان جونیور   |
| ۳۰ روز شب                | ۲۰۰۷      | کلانتر ابن آلسون    |
| اوت                      | ۲۰۰۸      | تام استرلینگ        |
| بونراکو                  | ۲۰۱۰      |                     |
| دختر وارد یک بار می‌شود   | ۲۰۱۱      |                     |
| عشاق                     | ۲۰۱۳      | جیمز استوارت        |
| قطعات در هر میلیارد      | ۲۰۱۳      | لن                  |
| داستان عامه‌پسند          | ۲۰۱۴–۲۰۱۶ | ایتن چندلر          |
| اسب‌های وحشی              | ۲۰۱۵      | کی‌سی بریگز          |
| ستوان عثمانی             | ۲۰۱۷      |                     |
| آه لوسی                  | ۲۰۱۷      |                     |
| او گم شده است            | ۲۰۱۹      | رن                  |
| هدف شماره یک             | ۲۰۲۰      | ویکتور مارالک       |
| دره خدایان               | ۲۰۲۰      |                     |
| خشم مردانه               | ۲۰۲۱      | دیو هنکوک           |
| آیدا رد                  | ۲۰۲۱      | وایات واکر          |
| عملیات فورچون            | ۲۰۲۳      | دنی فرانسیسکو       |
| اوپنهایمر                | ۲۰۲۳      | ارنست لارنس         |
| تله                      | ۲۰۲۴      | کوپر آدامز          |
| مبارزه یا پرواز          | ۲۰۲۵      | لوکاس ریس           |